# NGC 1721
NGC 1721 é uma galáxia lenticular (S0) localizada na direcção da constelação de Eridanus. Possui uma declinação de -11° 07' 06" e uma ascensão recta de 4 horas, 59 minutos e 17,4 segundos.
A galáxia NGC 1721 foi descoberta em 10 de Novembro de 1885 por Edward Emerson Barnard.